# Новосёлка (Есиплевское сельское поселение)
Новосёлка — деревня в Кольчугинском районе Владимирской области России, входит в состав Есиплевского сельского поселения.

## География
Деревня расположена на берегу реки Ильмовка в 3 км на юг от центра поселения села Есиплево и в 12 км на восток от райцентра города Кольчугино.

## История
В XIX — начале XX века деревня входила в состав Есиплевской волости Юрьевского уезда, с 1925 года — в составе Кольчугинской волости Александровского уезда. В 1859 году в деревне числилось 26 дворов, в 1905 году — 41 двор, в 1926 году — 53 двора.
С 1929 года деревня входила в состав Есиплевского сельсовета Кольчугинского района, с 2005 года — в составе Есиплевского сельского поселения.

## Население
| 1859 | 1905 | 1926 | 2002 | 2010 | 2021 |
| ---- | ---- | ---- | ---- | ---- | ---- |
| 199  | ↗250 | ↘241 | ↘28  | ↗61  | ↘32  |